# 藤田文武
藤田 文武（ふじた ふみたけ、1980年12月27日 - ）は、日本の政治家、実業家。日本維新の会所属の衆議院議員（3期）。日本維新の会共同代表（第5代）・国会議員団代表（第4代）。
日本維新の会幹事長（第3代）・選対本部長・国会議員団幹事長などを歴任。

## 来歴

### 生い立ち～民間人時代
大阪府寝屋川市生まれ。寝屋川市立三井小学校、寝屋川市立第十中学校を経て、1999年3月、大阪府立四條畷高等学校を卒業。
四條畷高校のラグビー部顧問の母校である筑波大学の合格を目指し1年間の浪人を経験した。
2004年3月、筑波大学体育専門学群を卒業。高校、大学で体育会ラグビー部に所属し、大学でスポーツ産業学を専攻した。
2004年4月、大学卒業後に四條畷高校、大阪府立牧野高等学校、大阪府立大東高等学校、それぞれで保健体育科講師を務め、四條畷高校でラグビー部コーチを担当した。
2005年4月、オーストラリアとニュージーランドでスポーツマネジメントを学んだ。
2006年10月、帰国後はスポーツマネジメント関連のベンチャー企業に勤務。
2008年、同社執行役員兼マネジメント事業本部長に就任。
2010年7月、株式会社KTAJを設立して代表取締役に就いた。
2012年6月、維新政治塾へ1期生として入塾した。

### 政界入り
2017年の第48回衆議院議員総選挙に大阪12区から日本維新の会公認で出馬したが、自由民主党前職の北川知克に約7千票差で敗れて比例復活もならず落選した。
2019年1月21日に、前年12月の北川の死去に伴う大阪12区補欠選挙へ出馬する意向を表明する。補選は藤田のほか、自民党の公認を受けた北川の甥の北川晋平、衆議院議員（比例近畿ブロック選出）を辞職して日本共産党の公認を受けずに無所属で出馬した宮本岳志、衆議院議員（比例近畿ブロック選出）を辞職して無所属で出馬した元総務大臣樽床伸二の4人が立候補した。藤田が初当選し、維新は衆議院で共産党と並ぶ野党第3会派となった。
2021年10月31日の第49回衆議院議員総選挙では前回補選時よりも大きく差を広げ、再選。
2021年11月30日、馬場伸幸幹事長の党共同代表就任に伴い、後任の幹事長に就任した。
2022年8月2日、松井一郎代表の後任を決める、党代表選挙では馬場共同代表を支持する事を表明した。
2024年10月27日の第50回衆議院議員総選挙で3選。12月、党幹事長を退任。
2025年8月7日、維新共同代表兼国会議員団代表の前原誠司が第27回参議院議員通常選挙での伸び悩みを受け辞任したことに伴う党共同代表選挙に立候補し、翌8日の投開票の結果藤田が8割を超える得票を獲得し新たな共同代表に選出された（藤田49票、斉木武志7票、松沢成文1票）。

### 日本維新の会 共同代表 兼 国会議員団の長
2025年8月13日、新体制発足の決意表明を藤田自身のブログに記した。要点を以下に示す。詳細は藤田文武公式サイトブログ。
スローガンは「日本再起」
三つの方向性
◾️政策実現政党 — 国民との約束を必ず実行する政党。
◾️改革保守政党 — 改革の精神を持ち、保守として日本の基盤を守り抜く政党。
◾️全国政党 — 地方から国政まで全国各地で信頼を得る政党。

## 政策・主張

### 外交
- 中国や韓国との外交関係は「より強い態度で臨むべき（2021年毎日新聞）」[18]。
- 日本が米国と関係を強化することに、「賛成（2024年読売新聞）[19]」。
- 日本が中国と関係を強化することに、「どちらかといえば賛成（2024年読売新聞）[19]」。
- 日本が韓国と関係を強化することに、「賛成（2024年読売新聞）[19]」。

### 安全保障
- 日本の核武装は「今後の国際情勢によっては検討すべきだ」、非核三原則の「持ち込ませず」も「議論すべき」[20][18]。非核三原則は「見直すべき（2024年NHK）[21]」。
- 攻撃を受ける前に相手の拠点をたたく「敵基地攻撃能力」の保有は賛成[18]。
- 防衛力強化は、「強化すべき（2021年NHK）[22]」、「さらに強化すべき（2024NHK）[21]」。
- 防衛費増額のための増税は、「反対（2024年NHK）[21]」。
- 防衛費の適切な規模は、「政府方針の通りGDP比2％程度とすべきだ（2024年読売新聞）[19]」。
- 能動的サイバー防御を導入は、「賛成（2024年読売新聞）[19]」。

### 憲法改正
- 日本国憲法の改正に賛成（2021年毎日新聞）（2024年NHK）[18][21]。
- 憲法9条を改正して自衛隊の存在を明記すべき（2019年毎日新聞）（2021年毎日新聞）（2024年NHK）[20][18][21]。
- 憲法へ緊急事態条項創設に賛成（2021年毎日新聞）（2024年NHK）[18][21]。
- 参議院議員通常選挙で隣接する県を1つの選挙区にする「合区」をなくすための憲法改正に賛成（2019年毎日新聞）[20]。

### 皇室・皇位継承
- 女性天皇に、「反対（2021年毎日新聞）[18]」、「反対（2024年NHK）[21]」。
- 女系天皇に、「反対（2024年NHK）[21]」。
- 女性宮家の創設に、「反対（2019年毎日新聞）」[20]。
- 皇位継承は、「父方が天皇の血を引く男系男子のみ皇位を継承できる現在の制度を維持する（2024年読売新聞）[19]」。

### 経済・金融・財政
- 消費税率の10パーセントは引き下げるべき（2021年毎日新聞）[18]。
- アベノミクスを評価する（2019年毎日新聞）[20]。
- 高収入の一部専門職を労働時間規制から除外する高度プロフェッショナル制度の導入に賛成（2019年毎日新聞）[20]。
- カジノの解禁に賛成（2019年毎日新聞）[20]。
- 金融政策は、「金利上昇は慎重に行うべきで、ペースを遅らせるべきだ（2024年読売新聞）[19]」。
- 基礎的財政収支の黒字化への考え方は、「財政規律より積極的な財政出動を優先すべきだ（2024年NHK）[21]」。
- 大企業・富裕層への課税強化は、「回答しない（2021年NHK）[22]」、「反対（2024年NHK）[21]」。
- 急速に発展する生成AIについて、「できる限り規制を設けず活用し、技術革新を推進するべきだ」に近い（2024年読売新聞）[19]。

#### 大阪・関西万博
- 2023年8月2日、藤田は2025年に予定される大阪・関西万博の海外パビリオン建設が遅れている問題を巡り、建設労働者を残業規制の対象外とする考えに理解を示し、「許容してもいいのではないか。建設業者が働きやすい環境を後押しするのは検討範囲だ」と述べた[23]。なお、残業規制を巡っては維新の馬場伸幸代表は「過労死する人が出れば、何のために万博をしているのかとなる。超法規的な措置は取るべきではない」と述べ反対姿勢を示しており、見解が分かれた[24]。
- 2023年9月27日、藤田は万博の会場建設費が当初想定の1.9倍となる2350億円まで上振れすることについて、「身を切る改革」を訴える党の姿勢に反するとの批判に対し、「身を切る改革の概念がまったく分かってないんじゃないですかね。身を切る改革っていうのは、合理的な判断をするためにまずは無駄を省いていこう、既得権を無くしていこう、合理的な予算執行というものをやっていきましょうということ。金額の多寡じゃない」と反論した[25][26]。また、建設費のうち約350億円は木造の大屋根（空中リング）が占めるが、これについて藤田は「福島県の木材を使うというメッセージもある。万博の期間が終われば解体するが、オールリサイクルでリユースするSDGs的なコンセプトもある」と述べ、リングの意義を強調した[27]。

### エネルギー政策
- 日本に原子力発電は「当面は必要だが、将来的には廃止すべきだ（2019年毎日新聞、2021年毎日新聞）[20][18]」。
- 原子力発電への依存度は、「下げるべき（2021年NHK）[22]」、「高めるべき（2024年NHK）[21]」。
- 再生可能エネルギーの普及は、「再エネを主力電源にすべき（2021年NHK、2024年NHK）[22][21]」。

### 外国人政策
- 外国人労働者の受け入れは現時点で十分[18]。日本の全人口に占める外国人の割合がどのくらいになるかというボリュームに着目した議論や政策が不可欠[28]。
- 外国人労働者の受け入れは、「受け入れはできるだけ限定的にするべきだ」に近い（2024年読売新聞）[19]。

### ジェンダー
- 選択的夫婦別姓の制度導入に、「賛成（2021年毎日新聞）[18]」、「どちらかといえば賛成（2021年NHK）[22]」、「賛成（2024年NHK）[21]」。
- 同性婚を法律として認めることに、「どちらかといえば賛成（2021年NHK）[22]」、「反対（2024年NHK）[21]」、「どちらともいえない（2024年読売新聞）[19]」。
- 候補者や議席の一定割合を女性に割り当てる「クオータ制」の導入に、「回答しない（2021年NHK）[22]」、「反対（2024年NHK）[21]」。

### その他
- 国会議員に定年を設けることの必要性は、「必要（2024年NHK）[21]」。

## 人物・エピソード
- 家族に妻、長男、次男[29]がいる。
- 「敬天愛人」と「着眼大局着手小局」[29]を座右の銘に挙げる。
- 父、西郷隆盛、周瑜公瑾[29]を尊敬する人物に挙げる。
- 父が師範を務める道場で3歳から空手道に励む[29]。
- 大学4年生時にラグビー部で主務を務める[29]。
- 藤田は、2008年のリーマンショックで勤め先の会社の経営危機に直面したこと、取引先の倒産などを目の当たりにし、雇用を守ることの厳しさを痛感したことや、危機の時に多くの人々に支えてもらったことなどは、今でも忘れられない経験であると語る[29]。
- 独立起業後に、スポーツジム、鍼灸整骨院、介護施設、障がい児童の療育施設、地域振興事業、IT事業などを地域密着型事業モデルの構築をミッションに経営した[29]。
- 藤田は妻とは30歳を過ぎてから知り合っている。しかし、柳ヶ瀬裕文が党公式YouTubeチャンネルで発した冗談から、「高校教師の時に告白され、その教え子と後に結婚した」という誤解を受けたことがある。テレビ東京は2024年の「集まれ！総選挙ライブ」でこの誤情報を放送し、後に訂正・謝罪した[30]。

### 鈴木宗男のロシア渡航に関して
- 2023年4月26日に藤田は、維新に所属する鈴木宗男参議院議員（党国会議員団副代表）が提出していた5月大型連休中のロシアへの海外渡航届が参議院理事会で了承されたことについて、「（鈴木氏には）影響がどう及ぶか、国益にマイナスにならないかを総合的に考えて判断してほしい」と述べた[31]。その後、鈴木は訪露を断念したが、5月10日の党会合で鈴木は「ここは幹事長にはっきり言いたい。国益はあなたの100倍以上、私は考えて、政治家として動いてきた」「言葉の使い方を、平場でいうときは考えてもらいたい」などと述べ、訪露への再考を求めていた馬場や藤田を公然と批判した[32]。藤田は一連の発言を受け、「鈴木氏は独自のルートや見識を持ち合わせていて敬意をもって接している」とした上で、「鈴木氏と行き違いがあった」と釈明した[33]。

### 2024年兵庫県知事選挙での対応・見解
2024年に発生した兵庫県庁内部告発文書問題を巡っては、同年9月9月に藤田は斎藤元彦兵庫県知事に辞職を求め、出直し知事選を促す考えを正式に明らかにした。応じない場合、維新単独での不信任決議案の提出を検討する考えも示した。当初同問題に静観姿勢をとっていた維新が辞職要求したことについて藤田は「方針転換すると言わざるを得ない」と説明。「例えばもっと辞職を早く求めるべきだったとか判断が遅いというご批判については真正面から受けたい」と述べた。
その後の斎藤の失職に伴う2024年兵庫県知事選挙では、藤田が兵庫維新の会幹部らと候補者擁立に向けた協議を進め、清水貴之参院議員の擁立を決めた。11月17日の投開票の結果、斎藤が約111万票を獲得し再選。維新支持層は5割強が斎藤に投票し、清水は得票数約26万票、得票率で1割強にとどまる惨敗となった。
投開票後に藤田は、斎藤への支援を公言して立候補した前参議院議員の立花孝志の選挙活動について、民主主義の中で許容される、との認識を示した。藤田は立花について公職選挙法を知り尽くしているとし、「最初はすごい変な人だと思っていましたけど、ものすごく賢い人」と述べ当選を目指さない選挙を公職選挙法で規制することは技術的にみても難しいとの認識を示した。

### 統一教会との関係
- 安倍晋三銃撃事件を契機に統一教会と政界の癒着が問題視されたことを受け、維新の会幹事長として所属議員の関連を幹事長名で調査した[38]。
- この調査で、藤田自身も統一教会関連団体の世界平和女性連合が主催するクリスマスパーティーに4度参加したことを公表した。藤田は「この団体の創始者が誰かは知らなかった」「宗教色は感じられなかった」「参加しないほうが良かったという思いを持っている」と述べた[39]。

## 政治資金
- 2023年9月11日に、藤田が代表を務める「藤田文武後援会」が60万円の寄付を政治資金収支報告書に記載していなかった、と文春オンラインが報じた。2020年と2021年に藤田は、国会議員に月100万円支給される文書通信交通滞在費のうち計450万円を自身が代表を務める「藤田文武後援会」に寄付したが、後援会の政治資金収支報告書は計390万円の寄付額のみ記載して60万円が不記載となっていた。藤田の事務所は報道後に「事務的なミス」と説明した[40]。
- 2022年に日本維新の会は政策活動費として幹事長の藤田に5058万円を支出。2023年には「会合費」「調査費」などに文言を変え、3201万円を藤田に支出した[41]。政治資金パーティー収入の裏金問題を機に政治とカネの問題が注目された2024年5月に維新の会は前年11月から12月の会合費や調査費計約620万円の使途や領収書を公開したが、支出先に関する情報は領収書も含めて塗りつぶされており、藤田は記者会見で「先方に迷惑をかけないため」の措置だと説明した[42]。同月には政治資金規正法の改正について自民党と合意したが、「政策活動費は10年後に領収書や明細書を公開する」などの内容に維新内では異論が噴出し、翌月に藤田は党として政策活動費の廃止を表明した[43]。同年10月の衆院選で維新が前回衆院選から約300万票減らすなど伸び悩むと、党創設者の橋下徹元大阪市長はSNS上で「国政維新馬場・藤田前執行部は政策活動費での政治家の飲み食いも永田町では必要不可欠と言い続けた。そして国政維新は無党派層に見捨てられた」「大阪維新も情けない。なんで藤田前幹事長の年間6000万円の政策活動費の厳格チェックくらいできないのか」と名指しで藤田と馬場を批判した[44]。

## 選挙歴
| 当落 | 選挙                     | 執行日         | 年齢 | 選挙区       | 政党         | 得票数    | 得票率 | 定数 | 得票順位 /候補者数 | 政党内比例順位 /政党当選者数 |
| ---- | ------------------------ | -------------- | ---- | ------------ | ------------ | --------- | ------ | ---- | ------------------ | ---------------------------- |
| 落   | 第48回衆議院議員総選挙   | 2017年10月22日 | 36   | 大阪府第12区 | 日本維新の会 | 6万4530票 | 40.58% | 1    | 2/3                | 7/5                          |
| 当   | 第48回衆議院議員補欠選挙 | 2019年4月21日  | 38   | 大阪府第12区 | 日本維新の会 | 6万341票  | 38.49% | 1    | 1/4                | /                            |
| 当   | 第49回衆議院議員総選挙   | 2021年10月31日 | 40   | 大阪府第12区 | 日本維新の会 | 9万4003票 | 51.19% | 1    | 1/4                | /                            |
| 当   | 第50回衆議院議員総選挙   | 2024年10月27日 | 43   | 大阪府第12区 | 日本維新の会 | 8万6380票 | 52.35% | 1    | 1/3                | /                            |

## 著書

### 単著
- 『40代政党COO 日本大改革に挑む』ワニブックス、2023年9月25日。ISBN 978-4847073229。